# Gare de Gilly-Sart-Allet
La gare de Gilly-Sart-Allet est une gare ferroviaire (fermée et désaffectée) belge de la ligne 119, de Luttre à Châtelet, située à Gilly, section de la ville de Charleroi dans la province de Hainaut en région wallonne.
Elle est mise en service en 1874 par les Chemins de fer de l’État belge. Elle est fermée au service des voyageurs en 1953 et au service des marchandises en 1992 par la Société nationale des chemins de fer belges (SNCB).
Le bâtiment voyageurs, devenu la propriété de l'association d'action sociale « Faim et Froid » et dénommé le « Relais du RAVeL » propose des équipements, activités et services aux utilisateurs de la voie verte qui a remplacé la ligne ferroviaire, mais aussi aux habitants du quartier.

## Situation ferroviaire
Établie à 127 m d'altitude, la gare de Gilly-Sart-Allet est située au point kilométrique (PK) 13,9 de la ligne 119, de Luttre à Châtelet, entre les gares de Gilly-Sart-Culpart et de Châtelet.

## Histoire
La station de Gilly-Sart-Allet est mise en service le 19 novembre 1874 par les chemins de fer de l'État belge, lors de l'ouverture à l'exploitation de la section de Gilly à Fleurus et Lambusart. La section suivante de Châtelet à Gilly-Sart-Allet suivra le 22 septembre 1876, celle jusqu'à Jumet est mise en service le 26 mars 1879 et l'intégralité de la ligne de Luttre à Châtelet est ouverte le 5 août 1880. Le bâtiment des recettes est complété par un auvent (marquise) au sommet vitré, similaire à ceux des gares de Jumet-Brûlotte et de Gosselies, érigés simultanément.
Le service voyageurs, commencé le 5 décembre 1876, est arrêté le 4 octobre 1953.
Le service marchandise perdure jusqu'au 25 août 1989 entre la gare et celle de Jumet et jusqu'au 24 novembre 1992 entre la gare et celle de Châtelet. Les rails sont démontés sur les deux tronçons de part et d'autre de la gare en 1990 et 1995.

## Après le chemin de fer
Contrairement à Jumet et Gosselies, dotés de bâtiments similaires, l'ancien bâtiment des voyageurs et la halle à marchandises ne vont pas disparaitre, après leur fermeture ils sont rachetés par l'association « Faim et Froid » qui les utilise comme entrepôts pour son action sociale. Les édifices sont en mauvais états avec une partie des ouvertures murées lorsque la région wallonne débute l'aménagement d'un RAVeL sur la plateforme de l'ancienne ligne de chemin de fer passant devant la gare. L'association saisit cette occasion pour engager des travaux d'aménagement et de rénovation pour ouvrir des activités sur le site.
Les ouvertures murées du bâtiment voyageurs sont rouvertes et le rez-de-chaussée est réaménagé avec notamment une entrée, une salle polyvalente, une cuisine, des sanitaires et un bureau. Une terrasse est également aménagée du côté de l'ancien quai. La toiture du bâtiment marchandises est entièrement refaite et un panneau avec l'inscription « Gare de Sart-Allet » est installé sur son pignon. Le travail des bénévoles de l'association a incité divers sponsors et institutions à apporter leur soutien, notamment la Ville de Charleroi qui a fourni des matériaux.
Des 2001, les usagers du RAVeL ont pu bénéficier des offres de service du « Relais du RAVeL » : petite restauration, sanitaire et atelier vélo. L'association ouvre aussi la gare sur le quartier avec l'utilisation des locaux et des animations, mais aussi des activités liées à l'action sociale de l'association.

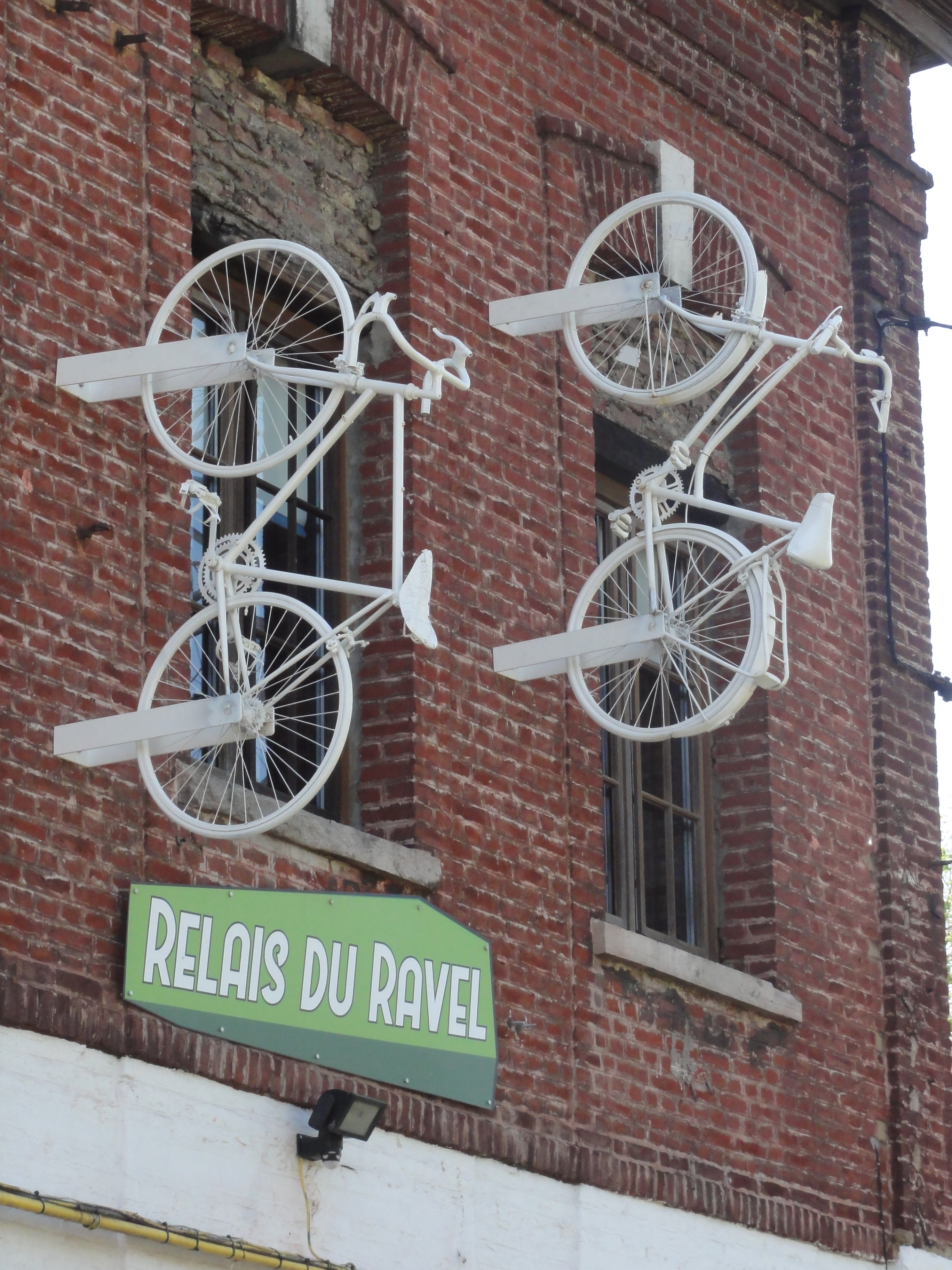
Ancienne gare de Gilly-Sart-Allet, changée en relais du RAveL.
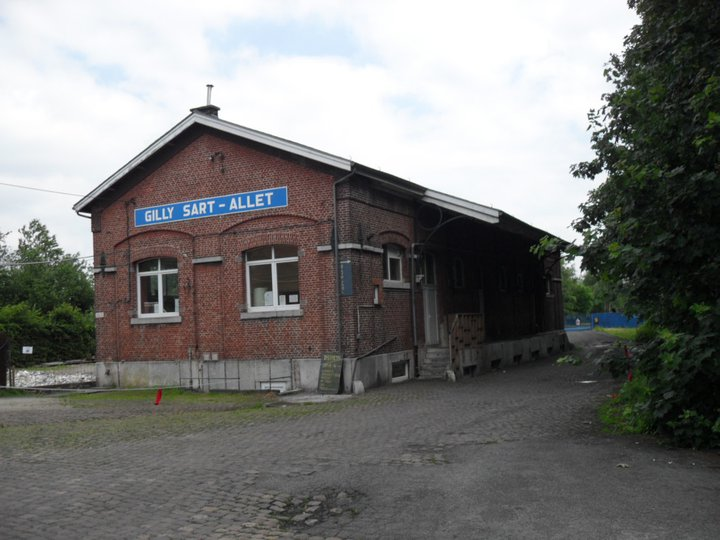
Ancienne halle à marchandises.